# کژژوویتسه (شهرستان گلوبچه)
کژژوویتسه (به لهستانی:  Krzyżowice) یک روستا در لهستان است که در گمینا گووبچتسه واقع شده‌است.